# 阿格烈瑞伯戰役
在托爾金（J. R. R. Tolkien）小說的中土大陸裡，阿格烈瑞伯戰役（Dagor Aglareb）是敍述在《精靈寶鑽》內的一場戰爭，是第一紀元貝爾蘭爆發的第三次大型戰役，阿格烈瑞伯戰役又稱光榮戰役（Glorious Battle）。

## 阿格烈瑞伯戰役
諾多族（Noldor）精靈在努因吉利雅斯戰役（Dagor-nuin-Giliath）獲勝後，並沒有趁機迅速擊敗魔苟斯及強襲安戈洛墜姆（Thangorodrim）。他們和辛達族精靈建立了許多領地，以監視安格班（Angband）。
魔苟斯重建要塞及重組軍隊後，為了探明諾多族的力量，他令英格林山脈（Ered Engrin）冒出濃煙，他派出先遣部隊在煙火的掩護下突襲多索尼安的東西兩翼。兩翼部隊通過西瑞安通道（Pass of Sirion）及梅格洛爾低谷（Maglor's Gap），以轉移芬國昐（Fingolfin）及梅斯羅斯（Maedhros）為主諾多族精靈軍隊的注意力，中央的主力部隊則進襲安格羅德（Angrod）及艾格諾爾（Aegnor）駐守的多索尼安。
魔苟斯的牽制性攻擊卻未能達到目的，半獸人穿越西瑞安通道進入貝爾蘭西部，但卻被芬羅德·費拉剛（Finrod Felagund）及特剛（Turgon）的軍隊殲滅。進入貝爾蘭東部的一支則被梅格洛爾（Maglor）、安羅德（Amrod）、安瑞斯（Amras）及卡蘭希爾（Caranthir）的軍隊擊敗。
半獸人的主力部隊進襲多索尼安，安格羅德及艾格諾爾率軍頑抗，芬國昐及梅斯羅斯增援於阿德加藍草原（Ard-galen），擊敗半獸人大軍。諾多族的騎兵對撤退的半獸人展開追擊，將殘軍殲於安格班門前。
魔茍斯的策略是侵擾多索尼安側面，以轉移諾多族守軍，多索尼安高地才是魔苟斯的主要目標。如果拿下多索尼安，他可以在高地建立防禦據點，並將芬國昐及梅斯羅斯的領土割開。這次的失敗證明了半獸人軍人的力量不足。魔茍斯開始尋求其他更具領導能力的人員。諾多族精靈大勝。此後，諾多族精靈繼續監視安格班，開始安格班之圍（Siege of Angband）時期。